# Danielle Page
Danielle Nicole Page (serb. Данијел Никол Пејџ; ur. 14 listopada 1986 we Colorado Springs) – amerykańska koszykarka, występująca na pozycjach niskiej lub silnej skrzydłowej, posiadająca także serbskie obywatelstwo, mistrzyni Europy, brązowa medalistka olimpijska, po zakończeniu kariery zawodniczej trenerka koszykarska, obecnie asystentka trenera drużyny akademickiej Toledo Rockets.
W ostatniej klasie liceum (2003/2004) zdobyła tytuł MVP meczu gwiazd (The Show - Colorado All-Star Game). Została też uznana za zawodniczkę roku przez gazetę Colorado Springs Gazette (Colorado Springs Gazette Big School Player of the Year) oraz zaliczona do I składu Class 4A All-State (przez Rocky Mountain News). Wybierano ją dwukrotnie do składów honorable mention All-State (2002, 2003) oraz First-Team All-Metro League (2003, 2004).

## Osiągnięcia
Na podstawie, o ile nie zaznaczono inaczej.

### NCAA
- Uczestniczka:
  - II rundy turnieju NCAA (2008)
  - turnieju NCAA (2007, 2008)
- Laureatka nagrody Nebraska HERO Leadership Award (2008)
- Zaliczona do:
  - I składu Academic All-Big 12 (2007, 2008)
  - II składu Academic All-Big 12 (2006)
  - składu:
    - honorable mention All-Big 12 (2008)
    - Big 12 Commissioner's Fall Academic Honor Roll (Zima 2004, 2006, 2007; Wiosna 2005)
- Zawodniczka tygodnia Big 12 (12.11.2007)
- Debiutantka tygodnia Big 12 (31.01.2005, 14.02.2005)

### Drużynowe
- Mistrzyni:
  - Eurocup (2016)
  - Węgier (2017, 2018)
- Wicemistrzyni:
  - Euroligi (2018)
  - Bułgarii (2009)
  - Francji (2016)
- Zdobywczyni:
  - Pucharu Węgier (2017)
  - Superpucharu Francji (2015)
- Finalistka pucharu:
  - Francji (2016)
  - Węgier (2018)
- Uczestniczka międzynarodowych rozgrywek:
  - Euroligi (2017/2018)
  - Eurocup (2008/2009, 2013–2016, 2017/2018)

### Indywidualne
- Zagraniczna MVP ligi francuskiej LFB (2014)[4][5]
- MVP kolejki FGE (22, 26 – 2009)[6][7]

### Reprezentacja
- Mistrzyni Europy (2015)[8]
- Brązowa medalistka olimpijska (2016)[9][10][11]
- Uczestniczka kwalifikacji do Eurobasketu (2017)

### Trenerskie
Asystentka
- Mistrzostwo sezonu regularnego konferencji Mid-American (2022)